# Дубе, Нкулумо
Нкулумо Дубе (англ. Nkulumo Dube; род. 24 марта 1990, Булавайо) — зимбабвийский шоссейный велогонщик.

## Карьера
В 2011 году был кандидатом в сборную для участия во Всеафриканских играх 2011 в Мапуту (Мозамбик). С того же 2011 года неоднократно становился призёром чемпионата Зимбабве.
В 2015 году принял участие в Африканских играх 2015, проходивших в Браззавиле (Республика Конго), где выступил в групповой гонке. В том же году его наставником стала зимбабвийская велогонщица Линда Дэвидсон, которая предоставляла ему свой велосипед для участия в гонках.
В 2017 году сначала стал чемпион Зимбабве в групповой гонке, а затем стартовал на Туре Мелеса Зенауи в рамках Африканского тура UCI.
В 2019 году принял участие в Африканских играх 2019, проходивших в Рабате (Марокко), где выступил в групповой и индивидуальной гонках.
Периодически выступает на гонках в соседней Ботсване, где в 2017 и 2018 годах отметился попаданием в топ-3 на чемпионате Ботсваны.
Совмещает велоспорт со службой в Национальной армии Зимбабве, одной из составляющей Сил обороны Зимбабве.

## Достижения

### Шоссе
2011
3-й на Чемпионат Зимбабве — групповая гонка
2013
2-й на Чемпионат Зимбабве — групповая гонка
3-й на Чемпионат Зимбабве — индивидуальная гонка
2014
Tour of Falcon
2-й на Чемпионат Зимбабве — индивидуальная гонка
3-й на Чемпионат Зимбабве — групповая гонка
2015
Тур Ньянги
Генеральная классификация
1-й и 3-й этапы
Tour of Falcon
2-й на Чемпионат Зимбабве — групповая гонка
2-й на Чемпионат Зимбабве — индивидуальная гонка
2016
Mascom Cycle Challenge
2017
 Чемпион Зимбабве — групповая гонка
Kgosi Malope Challenge
Capital Bank Classic
2-й на Чемпионат Зимбабве — индивидуальная гонка
2-й на Чемпионат Ботсваны — групповая гонка
2018
 Чемпион Ботсваны — индивидуальная гонка
Morupule Colliery
2019
 Чемпион Зимбабве — индивидуальная гонка
2021
2-й на Чемпионат Зимбабве — индивидуальная гонка
2022
 Чемпион Зимбабве — индивидуальная гонка

### Маунтинбайк
Чемпион Зимбабве — кросс-кантри

## Рейтинги
| Год                 | 2015 | 2016 | 2017   | 2018 | 2019   | 2020 | 2021 | 2022 | 2023 | 2024   |
| ------------------- | ---- | ---- | ------ | ---- | ------ | ---- | ---- | ---- | ---- | ------ |
| Мировой рейтинг UCI |      | -    | 1234-й | -    | 2987-й | -    | -    | -    | -    | 1353-й |
| Африканский тур UCI | 59-й | -    | 60-й   | -    | 189-й  | -    | -    | -    | -    | -      |
|                     |      |      |        |      |        |      |      |      |      |        |
| Источник: UCI       |      |      |        |      |        |      |      |      |      |        |